# Kleine Altefähre

Die Lage der Kleinen Altefähre (rot markiert)

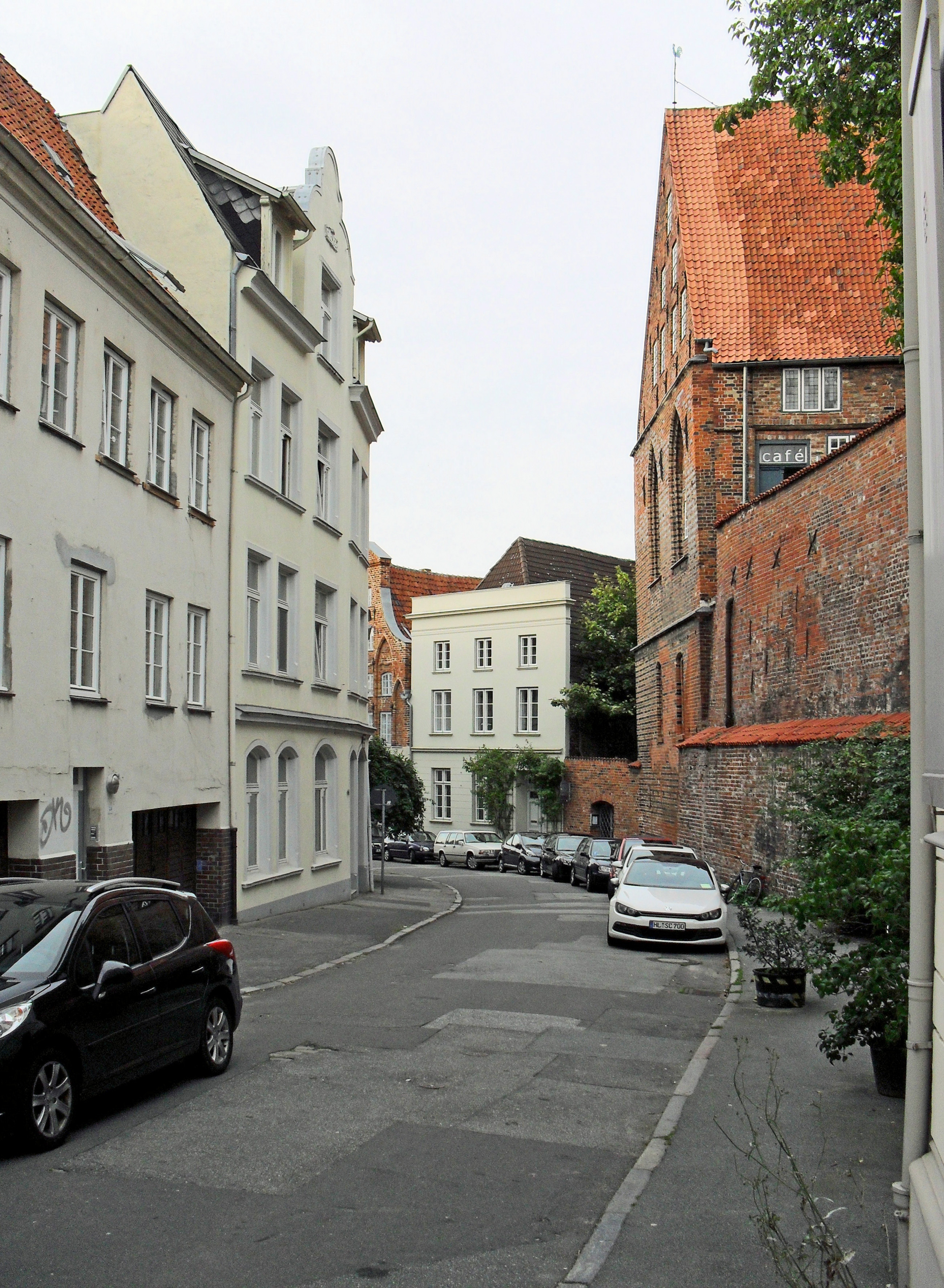
Die Kleine Altefähre; rechts das Burgkloster

Die Kleine Altefähre ist eine Straße der Lübecker Altstadt.

## Lage
Die etwa 90 Meter lange Kleine Altefähre befindet sich im Nordwesten der Altstadtinsel, im Marien-Magdalenen Quartier. Sie zweigt von der Großen Altefähre ab und verläuft im Bogen nordwestwärts, wobei von Westen her die Burgtreppe auf die Straße trifft. Schließlich endet die Kleine Altefähre An der Untertrave.

## Geschichte
Erstmals urkundlich erwähnt wird die Kleine Altefähre 1307 mit der niederdeutsch-lateinischen Bezeichnung Parva platea apud Oldenvere (Kleine Straße bei der alten Fähre). Der Name ging zurück auf eine bereits zu jener Zeit nicht mehr verkehrende Fähre über die Trave, die vermutlich nach Zerstörung der Lübecker Burg 1227 eingestellt wurde und von der auch die benachbarte Große Altefähre ihre Benennung erhalten hatte. Der Name erfährt über die nachfolgenden Jahrhunderte Variationen, wurde aber im Wesentlichen beibehalten:
- 1310: Apud Oldenvere
- 1319: Apud Oldenvere in vico, quo itur ad arborem (Bei der alten Fähre in der Gasse, die zum Baum führt, womit die schwimmende Sperre aus Baumstämmen gemeint ist, welche die Trave sicherte)
- 1335: In Oldenvere
- 1357: Parva Oldenvere (Haln Latein, halb Niederdeutsch: Kleine Altefähre)
- 1385: Lutke Oldenvere (Niederdeutsch, Kleine Altefähre)
- 1608: Klene Oldefähr

Der heutige Name wurde 1852 amtlich festgelegt.
Im Zweiten Weltkrieg blieb die Kleine Altefähre beim Luftangriff auf Lübeck am 29. März 1942 unversehrt und zeigt bis heute eine geschlossene historische Bebauung.

## Gänge und Höfe
Von der Kleinen Altefähre geht folgender der Lübecker Gänge und Höfe ab (nach Hausnummern):
- 13: Schröders Gang

## Bauwerke
- Kleine Altefähre 1: auf das 13. Jahrhundert zurückgehendes Giebelhaus mit spätbarocker Fassade von 1777
- Kleine Altefähre 2: klassizistisches Haus von 1797
- Kleine Altefähre 8: auf die erste Hälfte des 14. Jahrhunderts zurückgehendes Haus mit klassizistischer Putzfassade von etwa 1800
- Kleine Altefähre 10: 1339–1341 erbautes backsteingotisches Giebelhaus, mit Umbauten im Rokoko-Stil von 1782
- Kleine Altefähre 12: zwei zusammengehörende Häuser mit unterschiedlichen Fassaden, beide auf die erste Hälfte des 14. Jahrhunderts zurückgehend. Linkes Haus mit Renaissancefassade der ersten Hälfte des 16. Jahrhunderts, rechtes Haus mit klassizistischer Putzfassade von etwa 1800
- Kleine Altefähre 15: auf die Jahre zwischen 1250 und 1349 zurückgehendes Haus mit klassizistischer Putzfassade, zwischen 1800 und 1824
- Kleine Altefähre 17: auf die erste Hälfte des 14. Jahrhunderts zurückgehendes klassizistisches Haus der ersten Hälfte des 19. Jahrhunderts
- Kleine Altefähre 19: gotisches Traufenhaus der ersten Hälfte des 14. Jahrhunderts, im ersten Viertel des 19. Jahrhunderts klassizistisch überformt
- Kleine Altefähre 21: Renaissance-Treppengiebelhaus der ersten Hälfte des 16. Jahrhunderts